# IV. Alfonz aragóniai király
IV. (Jóságos) Alfonz (Nápoly, 1299. január – Barcelona, 1336. január 24.) aragóniai király 1327-től haláláig.

## Élete
II. Jakab fiaként született, és édesapja halála után örökölte a trónt. Népszerű, de gyengekezű uralkodóként tartják számon. Uralkodása alatt nagyszabású felkelés tört ki Szardinián, ennek nyomán Aragónia háborúba keveredett a Genovai Köztársasággal. Alfonz uralkodásának érdekessége, hogy a király diplomáciai viszont létesített az észak-afrikai mór királyságokkal. Alfonz nem tudta megakadályozni, hogy második felesége saját fiai jövőjét egyengesse a király korábbi házasságából származó Péter fia trónörökössel szemben. A konfliktus politikai viszályokhoz vezetett, bár trónt Alfonz fiatalon bekövetkezett halála után végül mégis Péter örökölte.